# Flautistul
Flautistul este o pictură în ulei pe pânză din 1866 a pictorului francez Édouard Manet. De obicei este păstrată în Musée d'Orsay din Paris.

## Istoria
Aflat Într-o călătorie în Spania în 1865, Édouard Manet a vizitat muzeul Prado, unde arta lui Diego Velázquez a fost o revelație pentru el. La întoarcerea la Paris, în 1866, a început să lucreze la o nouă pictură, înfățișând un flautist anonim dintr-un regiment al armatei spaniole. În această pictură, Manet înfățișează un băiat în uniformă, într-o manieră care imită și inversează rețeta portretelor de curte ale lui Vélazquez, pe un fundal abia vizibil, aplatizat, în ton neutru, zădărnicind astfel încercările de a evalua adevărata dimensiune a figurii și, prin extensie, importanța.
Tabloul a fost respins de juriul Salonului din 1866. Indignat de decizia juriului, Émile Zola, un apărător al artei lui Manet, a publicat o serie de articole în ziarul L’Évenement, care lăudau stilul realist și conținutul modern al lui Manet. Urmând exemplul lui Gustave Courbet, în mai 1867, Manet a finanțat personal și a realizat o expoziție a propriilor sale lucrări într-un pavilion de la marginea Expoziției universale. Expoziția a inclus și Flautistul, care a fost ridiculizat în presa populară pentru utilizarea neobișnuită e pensulei și pentru montarea spațială misterioasă.
Pictura a fost achiziționată de Durand-Ruell în 1872 și din nou în 1893. Între 1873 și 1893, tabloul a fost deținut de prietenul lui Manet, compozitorul și baritonul, Jean-Baptiste Faure. Flautistul a fost acceptat de guvernul francez în locul impozitelor pe moșia ultimului său proprietar privat, contele Isaac de Camondo și a intrat în colecțiile naționale în 1911. A fost prezentat la Luvru din 1914 până în 1947, când a fost mutat la Musée du Jeu de Paume. În 1986, a fost mutat în casa sa actuală din Musée d'Orsay, muzeul național de artă din secolul al XIX-lea.
A fost inclusă într-o mare expoziție a operei lui Manet în 1884, un an după moartea sa prematură, și a fost inclusă în retrospectiva Manet, organizată la Grand Palais în 1983, la 100 de ani de la moartea artistului.

## Analiza
Ca și în cazul unui tablou de Velázquez, Manet a conceput o profunzime superficială, unde planurile verticale și orizontale abia se disting. Potrivit lui Peter H. Feist, în Flautistul, Manet a făcut recurs la „efectul decorativ al unui singur personaj, cu contururi emfatice și așezat înaintea unei suprafețe de fundal.” Pe un fundal monocrom, figura este îndrăzneață, evidențiată cu o paletă redusă de culori, așezată mai ales prin aplicarea unor tușe groase, care scoate la iveală negrul foarte ascuțit al jachetei și pantofilor, alături de pantalonii roșii, cureaua albă, jambiere și așa mai departe. Astfel, personajul este „ferm, calm și viu”.
Mai mult, la fel ca în opera lui Velázquez, Manet a înfățișat un personaj anonim, un muzician adolescent al trupei Gărzii Imperiale a lui Napoleon al III-lea, care a fost trimis la Manet de către comandantul Lejosne. Modele suplimentare ar fi putut să pozeze pentru personaj: asemănările atât cu Léon Leenhoff, cât și cu Victorine Meurent au fost văzute pe fața băiatului.